# 2024 v loďstvech
Tento článek obsahuje významné události v oblasti loďstva v roce 2024.

## Události

### Leden
1. ledna
- Írán oznámil, že fregata Alborz (třídy Alvand) proplula průlivem Mandeb do Rudého moře. Stalo se tak poté, co Íránem podporovaní Hútíové ochromili mezinárodní obchodní plavbu průlivem a koalice států vedených Spojenými státy americkými proti nim zahájila operaci Prosperity Guardian a v předchozích dnech potopila několik hútíských člunů.[1]

- Etiopie a neuznaný stát Somaliland uzavřeli memorandum o porozumění, umožňující vnitrozemskému státu přístup k Adenskému zálivu. Podle dohody si Etiopie na padesát let pronajme dvacet kilometrů pobřeží Somalilandu. Etiopie se naopak zavázala nabídnout podíl v Ethiopian Airlines. Zvažováno je rovněž uznání Somalilandu jako nezávislého státu.[2]

5. ledna
- Krize v Rudém moři: Zásahové jednotky indického námořnictva z torpédoborce INS Chennai osvobodily předchozího dne unesenou nákladní loď MV Lila Norfolk. Posádku plavidla plujícího pod vlajkou Libérie, tvořilo patnáct Indů. Posádka únos přečkala ukrytá v bezpečné místnosti na palubě plavidla.[3]

9. ledna
- Americké a britské námořnictvo zasáhly proti 26. hútíském útoku proti námořní dopravě v Rudém moři. Bojové letouny F/A-18 z letadlové lodě USS Dwight D. Eisenhower (CVN-69), americké torpédoborce USS Gravely (DDG-107), USS Laboon (DDG-58) a USS Mason (DDG-87) a britský torpédoborec HMS Diamond (D34) sestřelili osmnáct dronů, dvě řízené střely a balistickou raketu.[4][5]

11. ledna
- Turecko neumožní proplutí do Černého moře dvěma minolovkám třídy Sandown, darovaným Velkou Británii ukrajinskému námořnictvu. Po ruském útoku na Ukrajinu Turecko, na základě dohody z Montreux, uzavřelo úžiny Bospor a Dardanely pro válečné lodě obou stran. „Dokud bude pokračovat válka, nepovolíme plavbu vojenských plavidel do Černého moře přes turecké úžiny,“ uvedla turecká prezidentská kancelář.[6][7]

- Íránské revoluční gardy v Ománském zálivu zajaly americký tanker St. Nikolas (ex Suez Rajan), přepravující ropu z Iráku do Turecka. Pro samotný tanker to není první incident tohoto druhu, neboť v dubnu 2023 (ještě jako Suez Rajan) byl zabaven americkými úřady za porušení amerických sankcí proti íránské ropě. Tehdy plul pod vlajkou Marshallových ostrovů.[8]

- Turecko, Bulharsko a Rumunsko v Istanbulu podepsali memorandum o porozumění s cílem čelit hrozbě námořních min v Černém moři.[9]

15. ledna
- Krize v Rudém moři: Hútíská balistická raketa v Rudém moři zasáhla kontejnerovou loď MV Gibraltar Eagle. Plavidlo vlastněné americkou společností Eagle Bulk Shipping plulo pod vlajkou Marshallových ostrovů.[10]

19. ledna
- Krize v Rudém moři: Belgie se plánuje zúčastnit evropské mise zaměřené na zajištění svobody plavby proti útokům hútíských povstalců z Jemenu.[11]

- V Bahrajnu britská minolovka HMS Chiddingfold (M37) nárazem poškodila zakotvenou minolovku HMS Bangor (M109), která utrpěla závažné poškození na pravoboku.[12]

21. ledna
- Krize v Rudém moři: Suezským průplavem do Rudého moře proplula francouzská protiletadlová fregata třídy FREMM Alsace. Stala se druhou francouzskou fregatou v oblasti ohrožení námořní plavby hútískými povstalci.[13]

23. ledna
- Krize v Rudém moři: Novozélandský premiér oznámil vyslání šestičlenného týmu specialistů, jejichž úkolem je podpořit námořní bezpečnost v Rudém moři.[14]

26. ledna
- Krize v Rudém moři: Hútískými povstalci vypuštěná balistická raketa v Adenském zálivu zasáhla tanker Marlin Luanda, plující pod vlajkou Marshallových ostrovů. Na plavidle vypukl požár. Pomoc mu poskytla francouzská fregata Alsace, americký torpédoborec USS Carney (DDG-64) a indický torpédoborec INS Visakhapatnam (D66). Požár se podařilo dostat pod kontrolu po dvaceti hodinách hašení.[15]

29. ledna
- Krize v Rudém moři: V rámci mezinárodní koalice na posílení námořní bezpečnosti v rámci Operace Prosperity Guardian Dánsko vyslalo do Rudého moře fregatu Iver Huitfeldt (F361).[16]

30. ledna
- Neúspěšně dopadl zkušební odpal balistické rakety Trident z jaderné ponorky královského námořnictva HMS Vengeance (S31). Raketa měla letět od pobřeží Floridy přes jižní Atlantik k západnímu pobřeží Afriky. Místo toho dopadla jen několik metrů vedle ponorky. Byl to už druhý neúspěšný test v řadě.[17][18]

### Únor
6. února
- Krize v Rudém moři: Hútíský dron v Rudém moři lehce poškodil civilní nákladní loď, plující pod vlajkou Barbadosu. Poškozena byla okna na můstku. Nikdo nebyl raněn.[19]

8. únor
- Krize v Rudém moři: Německé námořnictvo do Rudého moře vyslalo protiletadlovou fregatu Hessen (F-221). Stalo se tak v rámci EU Operace Aspides.[20]

16. února
- Krize v Rudém moři: Ministři zahraničí EU na schůzce v Bruselu schválili vojenskou námořní misi Operace Aspides v Rudém moři. Mise je reakcí na útoky jemenských Hútíů na civilní obchodní lodě. Velitelství mise bude sídlit v Aténách, operace budou řízeny z italské fregaty.[21][22]

18. února
- Krize v Rudém moři: Jemenští Hútíové zasáhli v úžině Mandeb civilní loď na sypký náklad MV Rubymar, plující pod vlajkou Belize. Plavidlo má britského vlastníka a plulo ze Spojených arabských emirátů do Bulharska s nákladem 41 000 tun hnojiv. Utrpělo vážná poškození a hrozí mu potopení. Posádka musela být evakuována s pomocí jiné nákladní lodi.[23]

19. února
- Krize v Rudém moři: Dalším plavidlem napadeným Hútíi v Rudém moři se stala loď na sypký náklad Sea Champion. Plavidlo s americkými vlastníky plulo pod řeckou vlajkou z Argentiny do Adenu v Jemenu s nákladem potravinové pomoci. Střela dopadla v jeho blízkosti, přičemž způsobila jen malé poškození.[24]

23. února
- Krize v Rudém moři: Hútíským raketovým útokem vážně poškozené nákladní plavidlo MV Rubymar se stále drží na hladině, stále však nabírá vodu a vytvořila se za ním ropná skvrna.[24]

### Březen
2. března
- Krize v Rudém moři: Do Rudého moře vplula fregata řeckého námořnictva Hydra (F-452) s cílem zapojit se do evropské námořní Operace Aspides.[25]

2. března
- Krize v Rudém moři: Dne 18. února 2024 Hútískou střelou zasažená loď na sypký náklad MV Rubymar se potopila. Stala se tak první civilní nákladní lodí potopenou Hútíi během krize v Rudém moři.[26]

3. března
- Krize v Rudém moři: Torpédoborec italského námořnictva Caio Duilio (D554) v Rudém moři sestřelil dva Hútíské drony. Učinil tak pomocí svého 76mm/62 kanónu Super Rapido. Je to první bojové nasazení italského plavidla v Rudém moři.[27]

5. března
- Ruská invaze na Ukrajinu: V noci ze 4. na 5. března 2024 byla poblíž Kerčské úžiny ukrajinskými námořními drony Magura V5 zasažena ruská hlídková loď projektu 22160 Sergej Kotov, která se později potopila.[28]

- Plavidla čínské pobřežní stráže napadla filipínské lodě provádějící zásobování výsadkové lodě BRP Sierra Madre usazené na mělčině zvané Second Thomas Shoal, která je součástí Spratlyho ostrovů, na něž si Čína dělá nárok. Filipínská civilní nákladní loď Unaizah May 4 byla zasažena vodními děly, přičemž byly čtyři osoby zraněny. Kutr filipínské pobřežní stráže třídy Parola BRP Sindangan (MRRV-4407) byl poškozen, když jej taranoval čínský kutr 21555. Poškozená filipínská plavidla se vrátila do přístavu, přičemž misi dokončila zásobovací loď Unaizah May 1 s kutrem BRP Cabra (MRRV-4409). Čínské pokusy zastavit filipínské zásobovací mise se stupňují od léta 2023.[29]

6. března
- Krize v Rudém moři: Při Hútíském útoku na loď na sypký náklad MV True Confidence zahynuli dva členové posádky a šest dalších bylo zraněno. Plavidlo plulo v Adenském zálivu pod barbadoskou vlajkou. Na lodi vypukl požár, posádka byla evakuována.[30][31]

7. března
- Krize v Rudém moři: Belgické námořnictvo vyslalo do Rudého moře fregatu Louise-Marie (F931), aby se zapojila do operací proti jemenským Hútíům. Zapojí se tak do evropských námořních operací Agenor a Aspides.[32]

9. března
- Krize v Rudém moři: Koaliční plavidla sestřelila nejméně 28 hútíských dronů. Britská fregata HMS Richmond (F-239) přitom poprvé úspěšně bojově použila protiletadlový raketový komplet Sea Captor k sestřelení dvou dronů. Dánská fregata Iver Huitfeld (F-361) sestřelila čtyři drony (i když měla technické problémy, kvůli kterým byla později[kdy?] předčasně stažena[33]) a francouzská fregata Alsace (D 656) další dva. Zároveň se zapojila i další plavidla.[34][35]

11. března
- Krize v Rudém moři: Jemenští Hútíové vypustili dvě balistické rakety na nákladní loď Pinocchio, plující pod vlajkou Libérie. Obě plavidlo minuly. Následoval odvetný útok, který měl mimo jiné zničit osmnáct protilodních střel.[36]

12. března
- Ruská invaze na Ukrajinu: Ukrajinské letectvo zničilo ruský civilní tanker Mechanic Pogodin, který po zničení Kachovské přehrady uvázl na souši na Kinburnském poloostrově a byl Ruskem vojensky využíván jako pozorovatelna, či velitelské stanoviště.[37][38]

17. března
- Torpédoborec indického námořnictva INS Kolkata osvobodil piráty unesený tanker MV Ruen a sedmnáct členů jeho posádky. Plavidlo plující pod vlajkou Malty dne 14. prosince 2023 obsadilo 35 somálských pirátů. V té době se nacházelo 700 námořních mil východně od přístavu Boosaaso. Torpédoborec Kolkata tanker dostihl a sledoval jej pomocí dronu. Piráti dron sestřelili a následně torpédoborec tanker donutil k zastavení a piráty ke kapitulaci. Do operace se mimo jiné zapojil i velký průzkumný dron a hlídkový letoun Boeing P-8I. Unesení plavidla MV Ruen bylo prvním úspěšným únosem uskutečněným somálskými piráty od roku 2017.[39][40]

20. března
- U japonského ostrova Mucure (六連島) se v bouři převrátil jihokorejský tanker Keoyoung Sun (1168 dwt, IMO 9146924, MMSI 440554000). Nejméně osm námořníků zahynulo, dva jsou pohřešovaní. Jednoho člena posádky zachránila japonská pobřežní stráž. Tanker vezl 980 t kyseliny akrylové.[41]

21. března
- Krize v Rudém moři: Francouzská protiletadlová fregata třídy FREMM Alsace (D 656) s pomocí protiletadlových řízených střel MBDA Aster sestřelila trojici hútíských protilodních balistických raket.[42]

23. března
- Čínská plavidla napadla vodními děly filipínské plavidlo Unaizah Mae 4, provádějící zásobování mělčiny zvané Second Thomas Shoal. Ty jsou součástí Spratlyho ostrovů, o které Čína vede spory s okolními státy. Filipínské námořnictvo má v oblasti dlouhodobě umístěnu výsadkovou loď BRP Sierra Madre. Při incidentu bylo vážně poškozeno filipínské plavidlo a muselo být odtaženo, několik osob bylo raněno. Asistovat mu musely kutry filipínské pobřežní stráže třídy Parola BRP Sindangan (MRRV-4407) a BRP Cabra (MRRV-4409). Zásobovací mise byla dokončena, přestože čínská pobřežní stráž u vstupu do laguny mělčiny rozmístila bariéru. Čínské pokusy zastavit filipínské zásobovací mise se stupňují od léta 2023.[43]

### Duben
4. dubna
- Dánské královské námořnictvo zkrátilo nasazení fregaty Iver Huitfeldt (F-361) do Operace Prosperity Guardian kvůli technickým problémům, ke kterým došlo při střetu s 15 drony dne 9. března 2024. Kvůli problémům s radarem APAR a bojovým řídícím systémem C-Flex fregata nemohla použít řízené střely ESSM a zároveň až polovina střel vypálených ze 76mm kanónů selhala, takže vybuchla příliš brzy a blízko lodi. Fregata přesto dokázala zlikvidovat čtyři drony. Po restartu systému protivzdušné obrany se podařilo střely ESSM zprovoznit. Událost v Dánsku vyvolala skandál a je předmětem vyšetřování. Operační problémy fregaty byly součástí dlouhodobějších potíží, o nichž se dlouho vědělo. Jejich součástí může být používání staršího vybavení a náhradních dílů z již vyřazených plavidel. Dne 4. dubna 2024 navíc došlo k dalšímu incidentu, kdy během námořního cvičení v průlivu Velký Belt došlo k selhání odpalovacího zařízení protilodních střel fregaty Niels Juel (F-363), patřící rovněž ke třídě Iver Huitfeldt, což si vynutilo několikahodinové uzavření celé oblasti pro lodní a leteckou dopravu. V rámci testu bylo odpalovací zařízení aktivováno, ale nedařilo se jej několik hodin opět deaktivovat.[44]

13. dubna
- Krize v Rudém moři: Belgické námořnictvo v důsledku poruchy během cvičení odložilo na neurčito nasazení fregaty Louise-Marie (F931) proti jemenským Hútíům v Rudém moři. Dle původních plánů mělo plavidlo 12. dubna 2024 proplout Suezským průplavem a zapojit se do evropských námořních operací Agenor a Aspides. Během cvičení u pobřeží Kréty se nepodařilo odpálit raketu země-vzduch RIM-7 Sea Sparrow, která zůstala zaseknutá v trubici. Zprávy uvádějí, že ani další obranná opatření cvičný dron nezachytila.[45]

15. dubna
- Somálskými piráty unesené nákladní plavidlo MV Abdullah bylo propuštěno, pravděpodobně po zaplacení výkupného ve výši pěti milionů dolarů. Plavidlo, plující pod bangladéšskou vlajkou, bylo uneseno 12. března 2024. Posádka měla 23 členů.[46]

16. dubna
- Útok Íránu na Izrael: Americké námořnictvo se zapojilo do odražení íránského raketového útoku proti Izraeli. Americké torpédoborce třídy Arleigh Burke USS Arleigh Burke (DDG-51) a USS Carney (DDG-64) sestřelily nejméně čtyři íránské balistické rakety. Použily přitom čtyři až sedm řízených střel Standard SM-3, což bylo zároveň jejich první bojové nasazení.[47]

22. dubna
- Po dvouměsíčním nasazení v Rudém moři v rámci evropské Operace Aspides se vrací německá fregata Hessen (F-221). Vrací se jako druhé evropské plavidlo po francouzské fregatě Aquitaine (D 650). Během svého působení v Rudém moři fregata odrazila čtyři dronové útoky a provedla osmnáct eskortních misí, při nichž doprovodila 27 obchodních lodí o celkové tonáži 1,3 milionu tun.[48]

24. dubna
- Nizozemské ministerstvo obrany oznámilo vyslání podpůrné lodě nizozemského námořnictva Zr. Ms. Karel Doorman (A833) do Rudého moře v rámci evropské Operace Aspides. Plavidlo má v oblasti působit od května do srpna 2024.[49]

- Britský torpédoborec HMS Diamond sestřelil hútískou protilodní balistickou raketu vypuštěnou z jemenského území. Raketa pravděpodobně mířila na kontejnerovou loď MV Maersk Yorktown. Je to první úspěšné bojové nasazení protiletadlového systému Sea Viper (se střelami MBDA Aster) proti balistické raketě. Zároveň je to poprvé, co britská válečná loď zachytila v boji nějaký druh rakety od doby, kdy torpédoborec HMS Gloucester (D96) sestřelil protilodní střelu Silkworm během války v Perském zálivu v roce 1991.[42]

25. dubna
- Řecká fregata Hydra v Adenském zálivu sestřelila hútíský dron, přičemž druhý po střetu změnil kurz.[50]

### Květen
23. května
- Nákladní loď MPP Basilisk, plující pod liberijskou vlajkou, byla 700 kilometrů jihovýchodně od Mogadiša přepadena dvěma pirátskými čluny. Posádka se ukryla v chráněné citadele na palubě plavidla, které následně driftovalo. Dne 24. května 2024 zasáhla španělská fregata Canarias (F86) působící v rámci vojenské mise EU Operace Atalanta. Piráti uprchli a sedmnáct členů posádky bylo osvobozeno, přičemž jeden byl zraněn.[51]

28. května
- Krize v Rudém moři: Loď na sypký náklad Laax (IMO 9512355) byl v Rudém moři poškozen zásahem tří hútíských střel. Plavidlo s řeckými vlastníky plulo pod vlajkou Marshallových ostrovů z Turecka do Íránu. Plavidlo bylo poškozeno, nikdo nebyl raněn.[52]

30. května
- Válka na Ukrajině: Ukrajinským hladinovým dronům Magura V5 se podařilo na okupovaném Krymu zasáhnout čtyři ruské hlídkové lodě třídy Tunets. Potvrzeno mělo být potopení nejméně dvou z nich.[53]

### Červen
8. června
- Krize v Rudém moři: Nákladní Norderney v Adenském zálivu zasáhly dvě hútíské řízené střely. Na palubě vypukl požár, který posádka zvládla uhasit.[54]

12. června
- Krize v Rudém moři: Loď na sypký náklad s řeckými vlastníky MV Tutor (IMO 9942627) byla v Rudém moři, 66 námořních mil jihozápadně od přístavu Hudajda, těžce poškozena hútíským dálkově řízeným výbušným člunem. Byl to první úspěšný hútíský útok výbušným člunem od zahájení jejich útoků na civilní námořní dopravu v říjnu 2023.[55] Plavidlo bylo na cestě z Port Saidu do Indie. Plulo pod vlajkou Libérie.[54] Zasažena byla záď plavidla, jehož strojovna byla zaplavena. Posádku evakuoval americký křižník USS Philippine Sea (CG-58). Jeden člen posádky byl nezvěstný.[56] Dle dostupných zpráv se plavidlo 18. června 2024 potopilo u pobřeží Eritreje.

13. června
- Krize v Rudém moři: Loď na sypký náklad MV Verbena (IMO 9522075) byla v Adenském zálivu zasažena dvěma hútískými střelami. Plavidlo má ukrajinské vlastníky a plulo pod vlajkou Palau do Itálie s nákladem dřeva.[54] Plavidlo bylo poškozeno a vypukl na něm požár, který se posádce nepodařilo uhasit a musela být evakuována na plavidlo Anna Meta.[56] Vážně raněný člen posádky byl evakuován vrtulníkem z křižníku USS Philippine Sea (CG-58).[54] V době incidentu se pouhých osm námořních mil od plavidla Verbena nacházela íránská fregata Džamárán (76), která však nereagovala na nouzové volání.[56]

20. června
- Krize v Rudém moři: Posádky unesených nákladních lodí Galaxy Leader a MSC Aries zůstávají v zajetí hútíském a íránském.[57]

21. června
- Jihokorejská společnost Hanwha Systems s loděnicí Hanwha Ocean oznámili akvizici americké loděnice Philly Shipyard. Do obchodu investují 100 milionů dolarů. Philly Shipyard je veřejná společnost kontrolovaná společností Aker ASA, norskou průmyslovou investiční společností. Philly Shipyard vyrábí plavidla, která jsou v souladu s Jonesovým zákonem, což je federální požadavek, aby plavidla používaná ve vnitrostátním obchodě byla stavěna v amerických loděnicích. Kromě toho staví cvičná plavidla pro americkou námořní správu (MARAD).[58]

23. června
- Krize v Rudém moři: V oblasti Rudého moře Hútíové napadli loď na sypký náklad MV Transworld Navigator (IMO: 9469924) s řeckými vlastníky a plující pod vlajkou Libérie. Zasáhl ji dálkově ovládaný výbušný člun a dále vzdušný dron. Posádka reportovala několik raněných a mírné poškození plavidla, které pokračovalo v plavbě. Podle amerického velitelství Centcom to byl celkově čtvrtý hútíský útok na plavidlo Transworld Navigator. Hutíové dále nárokovali útok řízenými střelami na tanker MV Stolt Sequoia (IMO 9235062) plující  v Indickém oceánu.[59] Vlastník plavidla informaci o útoku na Stolt Sequoia odmítl jako nepravdivou.[60]

### Červenec
9. července
- Krize v Rudém moři: Jemenští Hútíové zasáhli kontejnerovou loď Maersk Sentosa (kapacita 6648 TEU), plující pod americkou vlajkou v Adenském zálivu. Nebyla hlášena žádná zranění posádky ani škody na lodi či nákladu.[61]

### Srpen
2. září
- Kutr čínské pobřežní stráže s trupovým číslem 5205 najel do kutru filipínské pobřežní stráže BRP Teresa Magbanua. K incidentu došlo poblíž útesu Sabina Shoal, nacházejícího se 75 námořních mil od ostrova Palawan. Filipíny na místo vyslaly plavidlo poté, co se tam Čína pokoušela vytvořit umělý ostrov. Byl to pátý incident, při kterém se čínská plavidla snažila asertivně vytlačit filipínská z jejich výlučné ekonomické zóny, na které si činí nárok.[62]

### Září
2. září
- Krize v Rudém moři: Jemenští Hútíové pomocí řízených střel a balistických raket poškodili saúdský tanker MV Amjad a tanker MV Blue Lagoon I plující pod panamskou vlajkou a mající řecké vlastníky. Je to první případ, kdy Hútíové napadli plavidlo s vlastníky ze Saúdské Arábie.[63]

4. září
- Krize v Rudém moři: Záchranné týmy vzdaly snahu o odtažení hořícího tankeru Sounion (IMO 9312145), který jemenští Hútíové zasáhli řízenými střelami a později se na něj nalodili a rozmístili na něm výbušné nálože. Posádku 25 osob zachránila francouzská fregata operující v rámci mise EU Operace Aspides. Tanker typu Suezmax o délce 274 metrů a nosnosti 163 759 dwt je plně naložen ropou (100 milionů barelů), takže hrozí ekologická katastrofa.[64]

11. září
- Válka na Ukrajině: V Černém moři byla ruskou protilodní střelou Ch-22 zasažena nákladní loď MV Aya, přepravující z ukrajinského Čornomorsku do Egypta 26 550 tun obilí. Střelu vypustil ruský strategický bombardér Tu-22M Backfire.[65]

14. září
- Krize v Rudém moři: Byl zahájen další pokus o záchranu tankeru Sounion (IMO 9312145), který vážně poškodili jemenští Hútíjové. Stále hořící plavidlo vzaly do vleku tři remorkéry, kterým poskytly krytí válečné lodě působící v oblasti v rámci mise EU Operace Aspides. Krytí poskytuje italský torpédoborec Andrea Doria, francouzská fregata Chevalier Paul a řecká fregata Psara. Tanker typu Suezmax o délce 274 metrů je plně naložen ropou, takže hrozí ekologická katastrofa.[66][67]

23. září
- Krize v Rudém moři: Americký tanker třídy Henry J. Kaiser USNS Big Horn (T-AO 198) byl u ománského pobřeží poškozen podvodním nárazem v oblasti zádi. Není jasné, zda Big Horn najel na mělčinu nebo narazil do nějakého objektu pod vodou. Do tankeru pronikla voda, nikdo nebyl raněn, ani nebyl pozorován únik paliva, či nákladu. Plavidlo je součástí úderné skupiny letadlové lodě USS Abraham Lincoln (CVN-72). Zároveň je jediným tankerem amerického námořnictva na Středním východu.[68]

25. září
- Krize v Rudém moři: Jemenskými Hútíi poškozený plně naložený tanker typu Suezmax Sounion (IMO 9312145) se podařilo odtáhnout do bezpečí, čímž bylo mimo jiné zabráněno ekologické katastrofě. Dle prohlášení velení mise EU Operace Aspides byl tanker odtažen v polovině září. Nedošlo přitom ke ztrátě nákladu. Ochranu tankeru zajistily tři evropské válečné lodě a dále multifunkční podpůrná loď.[69]

- Torpédoborec Japonských námořních sil sebeobrany Sazanami (DD-113) proplul Tchajwanským průlivem. Je první válečnou lodí v této oblasti od roku 1954, kdy byly síly sebeobrany vytvořeny. Japonsko se tak připojilo k zemím prosazujícím svobodu plavby a vymezuje se vůči asertivnímu přístupu Čínské lidové republiky v oblastech teritoriálních sporů.[70]

27. září
- Dle informací listu The Wall Street Journal a agentury Reuters se na přelomu května a června 2024 u mola v loděnici poblíž Wu-chanu z neznámého důvodu potopila rozestavěná prototypová balistická ponorka s jaderným pohonem nejnovějšího čínského typu 096. Později byla vyzvednuta.[71][72]

### Říjen
říjen
- Francouzské námořnictvo poprvé úspěšně sestřelilo bezpilotní letoun pomocí rušícího systému C-UAS. Fregata třídy FREMM vítězství dosáhly v oblasti Rudého moře nad Hútíjským dronem s pevným křídlem.[73]

1. října
- Izraelská invaze do Libanonu 2024: Francouzské námořnictvo vyslalo k pobřeží Libanonu vrtulníkovou výsadkovou loď Tonnerre, aby v případě eskalace tamní krize napomohla zajištění evakuace francouzských občanů.[74]

- Torpédoborce amerického námořnictva třídy Arleigh Burke USS Bulkeley (DDG-84) a USS Cole (DDG-67) se zapojily do obrany Izraele čelícího rozsáhlému raketovému útoku ze strany Íránu. Na Izrael bylo vypuštěno okolo 200 balistických raket. Oba torpédoborce proti nim vypustily tucet interceptorů.[75]

6. října
- Dne 5. října 2024 novozélandská podpůrná loď HMNZS Manawanui (A09) ztroskotala při průzkumu útesů u jižního pobřeží ostrova Upolu v souostroví Samoa. Ráno 6. října 2024 se hořící plavidlo převrátilo a potopilo. Všech 75 členů posádky bylo zachráněno.[76] Manawanui je prvním plavidlem novozélandského námořnictva ztraceným od dob druhé světové války.[77]

7. října
- Krize v Rudém moři: Jemenští Hútíové pomocí hladinového výbušného dronu poškodili tanker Cordelia Moon (IMO 90297888), plující pod vlajkou Libérie.[78]

10. října
- Krize v Rudém moři: Jemenští Hútíové pomocí dronů a raket poškodili tanker Olympic Spirit (IMO 9327097), plující pod liberijskou vlajkou z Džiddy do Maskatu. Nikdo nebyl raněn. Ve stejném týdnu byla napadena ještě kontejnerová loď St John (IMO 9634646). Není jasné, jestli byla zasažena, ale dosáhla cílového přístavu.[79]

11. října
- Krize v Rudém moři: Křižníku třídy Ticonderoga USS Chosin (CG-65) byla poprvé v historii na otevřeném moři doplněna munice umístěná ve vertikálních šachtách. Pomocí nového systému TRAM (Transferrable Reload At-sea Method) přezbrojení provedlo u pobřeží Kalifornie zásobovací plavidlo USNS Washington Chambers (T-AKE 11). Námořnictvo tak napravuje slabinu zjištěnou při nasazení proti hútíským vzdušným útokům během krize v Rudém moři. Dříve plavidla po vyčerpání raketové munice musela odplout do patřičně vybavených přístavů, což americkou přítomnost oslabovalo.[80]

21. října
- Americký torpédoborec třídy Arleigh Burke USS Higgins (DDG-76) a fregata kanadského námořnictva třídy Halifax HMCS Vancouver (FFH 331) propluly Tchajwanským průlivem. Mise měla podpořit svobodu plavby průlivem, který je předmětem teritoriálních sporů.[81]

21. října
- Fregata francouzského námořnictva třídy Floréal Prairial (F731) proplula Tchajwanským průlivem. Mise měla podpořit svobodu plavby průlivem, který je předmětem teritoriálních sporů. Francie tak navázala na plavby amerických, nebo kanadských válečných plavidel.[82]

25. října
- Krize v Rudém moři: Dle zjištění amerického deníku The Wall Street Journal jemenští Hútíové využívali satelitní data, poskytnutá Ruskem, k zaměřování svých útoků na civilní námořní dopravu v Rudém moři. WSJ to řekl jeden blíže nespecifikovaný zdroj seznámený se situací a dva nejmenovaní evropští představitelé ze sektoru obrany.[83][84]

30. října
- Dvě osoby byly raněny při rozsáhlém požáru, který vypukl z neznámých příčin v loděnici Devonshire Dock Hall společnosti BAE Systems v Barrow-in-Furness. V tomto zařízení probíhá stavba britské jaderné útočné ponorky třídy Astute a nové generace raketonosných ponorek třídy Dreadnought.[85][86][87]

### Listopad
9. listopadu–10. listopadu
- Krize v Rudém moři: Americké námořnictvo při útoku proti jemenským Hútíům historicky poprvé bojově nasadilo palubní bojové letouny F-35C Lightning II. Startovaly přitom z letadlové lodě USS Abraham Lincoln (CVN-72).[88]

10. listopadu
- Požár vypukl ve strojovně minolovky Japonských námořních sil sebeobrany Ukušima (MSC-686), na cvičné plavbě u pobřeží prefektury Fukuoka na hlavním ostrově Kjúšú. Do záchranných prací se zapojila pobřežní stráž i minolovka Tojošima (MSC-685), která na palubu vzala její posádku. Následující den se minolovka převrátila. Jeden námořník byl pohřešován. K vyšetření incidentu byla zřízena vyšetřovací komise.[89]

12. listopadu
- Krize v Rudém moři Jemenští Hútíové v oblasti průlivu Mandeb pomocí nejméně osmi dronů a pěti protilodních balistických raket a tří protilodních střel napadly americké torpédoborce třídy Arleigh Burke USS Spruance (DDG-111) a USS Stockdale (DDG-106). Torpédoborce opětovaly palbu a neutrpěly žádná poškození.[90]

17. listopadu–18. listopadu
- Přerušení kabelů BSC a C-Lion1: V oblasti Baltského moře byly poškozeny dva podmořské optické telekomunikační kabely. Kabel BSC o délce 135 km vede mezi švédským ostrovem Gotland a Litvou. Poškozen byl 17. listopadu 2024 kolem 8:00 GMT. Druhý kabel C-Lion1, vedoucí mezi Helsinkami a Rostockem, byl vyřazen z provozu v pondělí kolem 2:00 GMT. Příčina poškození kabelů není jasná. Německo ji označilo za pravděpodobnou sabotáž.[91]

19. listopadu
- Přerušení kabelů BSC a C-Lion1: Dánská hlídková loď třídy Diana Rota (P525) ve Velkém Beltu „zadržela“ čínskou nákladní loď I Pchen 3, která vplula do dánských teritoriálních vod. Po několika hodinách se k ní připojila dánská podpůrná loď potápěčů Søløven (P563). Následující den bylo zaznamenáno, že jejich směrem se blíží rovněž dánská fregata třídy Thetis Hvidbjørnen (F360). Událost souvisí s poškozením dvou baltských podmořských optických telekomunikačních kabelů (kabel BSC mezi švédským ostrovem Gotland a Litvou a kabel C-Lion1 mezi Helsinkami a Rostockem), které Německo označilo za pravděpodobnou sabotáž. Čínské plavidlo plulo z ruského přístavu Usť-Luga do egyptského Port Saidu.[92]

20. listopadu
- Britské ministerstvo obrany informovalo, že z úsporných důvodů bude vyřazena fregata Typu 23 HMS Northumberland (F-238), dvě výsadkové lodě třídy Albion a dva zásobovací tankery třídy Wave. Další škrty postihly i další složky britských ozbrojených sil. Mimo jiné budou vyřazeny všechny vrtulníky Puma a část vrtulníků Chinook. Vyřazení fregaty Northumberland je zdůvodněno i jejím špatným technickým staveb, oba tankery byly již dříve převedeny do rezervy.[93]

21. listopadu
- Velení americké Military Sealift Command (MSC) se rozhodlo kvůli nedostatku pracovních sil deaktivovat sedmnáct svých plavidel. Krok má ulehčit civilním námořníkům pracujícím na plavidlech MSC. Do té doby námořník strávil přibližně čtyři měsíce na moři, měl měsíc volno a pak se musel vrátit do práce. Nový krok umožní námořníkům trávit více času na břehu, protože bude k dispozici více pracovníků na jedno plavidlo, což usnadní jejich střídání. MSC se zároveň snaží nabrat nové námořníky, aby se co nejvíc plavidel mohlo vrátit do aktivní služby. Která plavidla budou vyřazena nebylo upřesněno.[94]

25. listopadu
- V Rudém moři u Sha’ab Sataya se za bouře v noci z 24. na 25. potopila výletní loď Sea Story. Loď se po zásahu vlnou zboku převrátila a během pěti až sedmi minut potopila. Ze 44 lidí na palubě (13 členů posádky a 31 cestujících) se zachránilo 33. Do pátrání se zapojilo i egyptské námořnictvo, které nasadilo korvetu El Fateh.[95]

29. listopadu
- Přerušení kabelů BSC a C-Lion1: Čínské plavidlo I Pchen 3 zůstává v Baltském moři pod dohledem plavidel dánského námořnictva a německé a švédské pobřežní stráže. Posádka je vyšetřována kvůli poškození dvou podmořských kabelů, klasifikovanému švédskou policií jako sabotáž. Čínská loď plující z ruského ropného přístavu totiž prokazatelně táhla v inkriminované oblasti Baltského moře po dně kotvu více než 100 mil, tedy přes 160 kilometrů. Plavidlo dánského námořnictva později I Pchen 3 dostihla a donutila k zastavení.[96]

### Prosinec
3. prosince
- Všech šest válečných lodí námořnictva Ruské federace opustilo ruskou námořní základnu v syrském Tartúsu, ohroženou ofenzívou povstaleckých skupin v severozápadní Sýrii. Do Středomoří odpluly dvě fregaty třídy Admiral Gorškov, jedna fregata třídy Admiral Grigorovič, jedna ponorka třídy Kilo a dvě pomocné lodě, jednou z nich je tanker Jelňa.[97]

6. prosince
- Somálští piráti u pobřeží Puntlandu unesli čínskou rybářskou loď.[98]

10. prosince
- Po pádu režimu Bašára al-Asada v prosinci 2024 následoval rozsáhlý izraelský úder na syrská vojenská zařízení, včetně syrského námořnictva. Zapojilo se do něj i Izraelské vojenské námořnictvo. Například na hlavní základně v Latákii bylo zničeno nejméně šest syrských raketových člunů třídy Osa II.[99]

15. prosince
- Ve špatném počasí se v Kerčském průlivu rozlomil ruský tanker Volgoněft 212 a potopil Volgoněft 239[100][101]

18. prosince
- Dle informací The Moscow Times Súdán odmítl žádost Ruska o umístění námořní základny na jeho území v přístavu Port Sudan. Předběžnou dohodu o zřízení základny obě země podepsaly roku 2019, realizaci zpozdila občanská válka a v únoru 2024 bylo oznámeno odložení plánů na vznik základny na neurčito. Vznik základny byl pro Rusko významný i v souvislosti se stažením ruských lodí z námořní základny v Tartúsu po pádu režimu syrského diktátora Asada.[102]

- Krize v Rudém moři Izraelské letectvo zaútočilo na klíčovou infrastrukturu jemenských Hútíú ve městech Saná a Hudajda. Zasaženy byly všechny tři Hútíji kontrolované přístavy. Nasazeny byly desítky letounů.[103]

19. prosince
- Jihokorejské společnosti Hanwha Systems a Hanwha Ocean oznámily dokončení akvizice americké loděnice Philly Shipyard, předního stavitele lodí pro komerční a vládní projekty. Obchod má hodnotu 100 milionů dolarů. Loděnice dostala označení Hanwha Philly Shipyard.[104]

22. prosince
- Raketonosný křižník USS Gettysburg (CG-64) kolem 3.00 místního času omylem sestřelil jeden F/A-18F nad Rudým mořem. Letoun patřil VFA-11 „Red Rippers“ z letadlové lodě USS Harry S. Truman. Oba piloti byli zachráněni.[105]

- Přerušení kabelů BSC a C-Lion1: Čínské plavidlo I Pchen 3, podezřelé z přerušení baltských podmořských kabelů BSC a C-Lion1, odplulo z průlivu Kattegat na moře. Švédská vláda přitom kritizovala Čínu, neboť na palubu nebyl vpuštěn švédský prokurátor, aby provedl inspekci a výslechu posádky v rámci švédského trestního vyšetřování. Vpuštěni byli pouze představitelé Švédska, Finska a Dánska spolu s čínskými vyšetřovateli. Vyšetřování v té době nebylo oficiálně ukončeno, zavinění plavidla nasvědčovala jeho trasa, načasování poškození kabelů a proplutí plavidla nad nimi, stejně jako poškození jeho kotvy a trupu. Oba kabely byly ještě v průběhu listopadu opraveny.[106]

24. prosince
- Ve Středozemní moři mezi Alžírskem a Španělskem se po výbuchu ve strojovně potopila ruská nákladní loď MV Ursa Major. Dva lidé z šestnáctičlenné posádky jsou nezvěstní. Plavidlo provozované státní společností Oboronlogistika bylo na cestě do Vladivostoku. Přepravovalo dva mobilní jeřáby Liebherr 420 a dva 45tunové poklopy na reaktory rozestavěného ledoborce projektu 10510. V posledních letech bylo i součástí tzv. syrského expresu, zásobování ruské námořní základny v Tartúsu. Od roku 2022 bylo na sankčním seznamu USA.[107]

25. prosince
- Incident Estlink 2: Ve 12:26 se přerušilo spojení v podmořském kabelu pro přenos elektrické energie mezi Estonskem a Finskem Estlink 2. Hlídková loď Finské pohraniční stráže Turva následně zadržela ropný tanker Eagle S (typ Panamax), plující z Petrohradu do Egypta. Oblastí v té době proplouval a navzdory oficiálním žádostem nezvedl kotvu. Tanker je registrován na Cookových ostrovech a vlastněn společností Caravella LLCFZ ze Spojených arabských emirátů. Dle britských novinářů patří loď do ruské stínové flotily. Tanker zakotvil poblíž ostrova Porkkala a byla nad ním vyhlášena bezletová zóna. Finská policie případ vyšetřuje jako sabotáž. Doba potřebná k opravě kabelu je odhadována na sedm měsíců.[108]

26. prosince
- Incident Estlink 2: Finské úřady oznámily, že Finská pohraniční stráž obsadila ropný tanker Eagle S, podezřelý z poškození podmořského kabelu pro přenos elektrické energie mezi Estonskem a Finskem Estlink 2 a dalších tří optických kabelů. Odplula s ním do finských vod. Případ je vyšetřován jako sabotáž. V souvislosti s incidentem proběhla mimořádná zasedání vlád Estonska a Finska.[109]

27. prosince
- Incident Estlink 2: Estonské námořnictvo zahájilo námořní operaci na ochranu podmořského kabelu Estlink 1 a dalším infrastruktury v Baltském moři. Reaguje tak na záměrné poškození kabelu Estlink 2, ze kterého je podezříván tanker Eagle S, který je součástí ruské stínové flotily.[110]

28. prosince
- Incident Estlink 2: Dle magazínu Lloyd’s List Finskou pohraniční stráží a dalšími složkami obsazení ropný tanker Eagle S, podezřelý z poškození podmořského kabelu Estlink 2, sloužil jako ruská špionážní loď. Měl být vybaven špičkovým zařízením na odposlech letadel a lodí patřících zemím Severoatlantické aliance, které však bylo odstraněno před vyplutím z Petrohradu. Tanker je součástí ruské stínové flotily, která má za úkol vyvážet ropné produkty i přes západní sankce.[111]

## Lodě vstoupivší do služby
- 2. ledna –  Tun Fatimah (8305) – oceánská hlídková loď třídy Tun Fatimah

- 6. ledna –  Šahíd Abú Mahdí al-Muhandis (PC313-01) – raketový člun třídy Šahíd Abú Mahdí al-Muhandis

- 11. ledna –  USNS Cody (T-EPF-14) – rychlá transportní loď třídy Spearhead

- 12. ledna –  Humaitá (S41) – ponorka třídy Scorpène

- 19. ledna –  Istanbul (F-515) – fregata třídy Istanbul

- 19. ledna –  Ütğm. Arif Ekmekçi (A-575) – logistická podpůrná loď třídy Yzb. Güngör Durmuş

- 19. ledna –  Derya (A-1590) – zásobovací loď

- 23. ledna –  Niani – oceánská hlídková loď třídy Walo

- 25. ledna –  Nafanua III (04) – hlídkové loď třídy Guardian

- 31. ledna –  B-586 Kronštadt – ponorka projektu 677 Lada

- 2. února –  2030, 2031, 2230 a 2231 – rychlý hlídkový člun Gading G2000 MKII

- 3. února –  INS Sandhayak (J18) – výzkumná loď třídy Sandhayak

- 17. února –  USS John L. Canley (ESB-6) – pomocná loď třídy Montford Point

- 19. února –  Šahíd Hasan Bagheri (FS313-02) a Šahíd Sajád Šírází (FS313-03) – korvety třídy Šahíd Sulejmání

- 22. února –  Jaejama (PL-203) – oceánská hlídková loď třídy Mijako

- 22. února –  Hateruma (PL-94) – hlídková loď třídy Kunigami

- 22. února –  Kamui (PS-41) – hlídková loď třídy Šimodži

- 7. března –  Unayzah (836) – korveta třídy Al Jubail

- 8. března –  Džingei (SS-515) – ponorka třídy Taigei

- 9. března –  Jün-lin (CG 5003) - oceánská hlídková loď třídy Ťia-i

- 28. března –  USCGC Melvin Bell (WPC-1155) – kutr třídy Sentinel

- 4. dubna –  Duguay-Trouin (S636) – jaderná útočná ponorka třídy Suffren

- 5. dubna –  Shin Chae-ho (SS-086) – ponorka třídy Dosan Ahn Chang-ho

- 11. dubna –  RFA Stirling Castle (M01) (ex Island Crown) – podpůrná loď pro minolovné provozovaná

- 16. dubna –  ARA Ciudad de Ensenada (Q-3) a ARA Ciudad de Berisso (Q-4) – cvičná lodě třídy Ciudad de Ensenada

- 20. dubna –  USCGC Calhoun (WMSL-759) – kutr pobřežní stráže třídy Legend

- 2. května –  Sü-ťiang (PGG-621) a Wu-ťiang (PGG-623) – korvety třídy Tchuo-ťiang

- 3. května –  HMCS Max Bernays (AOPV 432) – arktická oceánská hlídková loď třídy Harry DeWolf

- 7. května –  USNS Earl Warren (T-AO-207) – zásobovací tanker třídy John Lewis

- 16. května –  Häuri 60 (210) – hlídkový člun třídy Häuri 56

- 16. května –  HMCS William Hall (AOPV 433) – arktická oceánská hlídková loď třídy Harry DeWolf

- 18. května –  RFNS Puamau (402) – hlídková loď třídy Guardian

- 21. května –  Jahagi (FFM-5) – fregata třídy Mogami

- 21. května –  BRP Herminigildo Yurong (PG-906) a BRP Laurence Narag (PG-907) – hlídkové čluny třídy Acero

- 30. května –  Ochuzor (A506) – výzkumná loď

- 30. května –  Chalawa (P195) a Zur (P196) – hlídkové lodě třídy FPB 98 MKI

- 2. června –  Jung-kchang (CG 610) – hlídková loď třídy An-pching

- 4. června –  Häuri 58 (208) – hlídkový člun třídy Häuri 56

- 11. června –  Häuri 59 (209) – hlídkový člun třídy Häuri 56

- 11. června –  Perseas (A-377) (ex Viking Vision) – podpůrná loď

- 11. června –  GDFS Shahoud (1039) – hlídkový člun Metal Shark 115 Defiant

- 20. června –  Gilbert Toropo (P404) – hlídková loď třídy Guardian

- 20. června –  Agano (FFM-6) – fregata třídy Mogami

- 26. června –  El Camino Español (A-07) – transportní loď typu Roll-on/roll-off

- 27. června –  Tchäpchjongjang 1 (3001) – oceánská hlídková loď třídy Tchäpchjongjang 17

- 27. června –  USCGC David Duren (WPC-1156) – kutr třídy Sentinel

- 1. července –  Icukušima (PL-23) – cvičná a oceánská hlídková loď

- 3. července –  An-ťiang (PGG-625) a Wan-ťiang (PGG-626) – korvety třídy Tchuo-ťiang

- 3. července –  Almirante Viel (AGB-46) – ledoborec

- 18. července –  T. a Teriierooiterai (P780) – oceánská hlídková loď třídy Félix Éboué

- 25. července –  PNS Hunain (273) – korveta třídy Hunain

- 29. července –  RVS Sokomanu (04) (ex Constance a Ylang) – výsadková člun

- 30. července –  HMJS Marcus Garvey (502) – hlídková loď Damen FCS 5009 Patrol

- 14. srpna –  Häuri 65 (215) – hlídkový člun třídy Häuri 56

- 24. srpna –  USS Kingsville (LCS-36) – littoral combat ship třídy Independence

- 24. srpna –  Piri Reis (S-330) – ponorka Typu 214

- 26. srpna –  Amur – korveta projektu 22800

- 29. srpna –  INS Arighaat (S3) – útočná ponorka třídy Arihant

- 4. září –  LÉ Aoibhinn (P71) (ex HMNZS Rotoiti (P3569)) a LÉ Gobnait (P72) (ex HMNZS HMNZS Pukaki (P3568)) – pobřežní hlídková loď třídy Protector

- 5. září –  KRI Butana (878) a KRI Selar (879) – hlídková čluny třídy Pari (PC-40)

- 7. září –  USS Richard M. McCool (LPD-29) – výsadková loď třídy San Antonio

- 10. září –  Häuri 63 (213) – hlídkový člun třídy Häuri 56

- 14. září –  USS New Jersey (SSN-796) – ponorka třídy Virginia

- 24. září –  Invincible a Impeccable – ponorka třídy Invincible

- 1. října –  Borkum (ex Coral Guardian a Britoil Guardian) – oceánského remorkéru a záchranná loď

- 2. října –  Giovanni delle Bande Nere (P434) – oceánská hlídková loď třídy Thaon di Revel

- 4. října –  Hunahpú (GC-871) – hlídkový člun třídy Defiant

- 7. října –  Isla Pinto (P-84) – hlídkový člun Rodman 66

- 16. října –  Te Mataili III (803) – hlídková loď třídy Guardian

- 18. října –  Vaillance (P2203) – hlídková loď třídy Esperance

- 22. října –  Cayor – oceánská hlídková loď třídy Walo

- 24. října –  USCGC Florence Finch (WPC-1157) – kutr třídy Sentinel

- 1. listopadu –  Tchäpchjongjang 17 (3017) – oceánská hlídková loď třídy Tchäpchjongjang 17

- 6. listopadu –  Lien-ťiang (CG 1005) – hlídková loď třídy Čang-chua

- 9. listopadu –  USS John Basilone (DDG-122) – torpédoborec třídy Arleigh Burke

- 11. listopadu –  Kanghwado (ASR-22) – záchranná loď ponorek

- 13. listopadu –  BRP Tomas Campo (PG-908) – hlídkový člun třídy Acero

- 16. listopadu –  USS Nantucket (LCS-27) – littoral combat ship třídy Freedom

- 18. listopadu –  RSS Barracuda (P501) – hlídková loď Damen FCS 4008 Patrol

- 20. listopadu –  Jacques Chevallier (A725) – zásobovací loď třídy Jacques Chevallier

- 23. listopadu –  USS Beloit (LCS-29) – littoral combat ship třídy Freedom

- 29. listopadu –  Al Fulk (L141) – výsadková loď

- 30. listopadu –  BNS Bishkhali (P415) – hlídkový člun třídy Padma

- 2. prosince –  Čongdžo Veliký (DDG-995) – torpédoborec třídy Čongdžo Veliký

- 7. prosince –  Trieste (L9890) – vrtulníková výsadková loď

- 9. prosince –  INS Tushil (F70) (ex Admiral Butakov) – fregata třídy Talwar

- 10. prosince –  USNS Robert F. Kennedy (T-AO-208) – zásobovací tanker třídy John Lewis

- 12. prosince –  HMAS Cape Naturaliste (316), HMAS Cape Capricorn (317), HMAS Cape Woolamai (318) a HMAS Cape Pillar (319) – hlídkové lodě třídy Cape

- 12. prosince –  Cartagena (A-62) (ex Ocean Fortune) – oceánského remorkéru a transportní loď

- 17. prosince –  KRI Hampala (880) a KRI Lumba-Lumba (881) – hlídková čluny třídy Dorang (PC-60)

- 17. prosince –  KRI Balongan (908) - zásobovací tanker třídy Tarakan

- 17. prosince –  PNS Yamama (274) – korveta třídy Hunain

- 18. prosince –  INS Nirdeshak (J19) – výzkumná loď třídy Sandhayak

- 21. prosince –  Tuča – korveta projektu 22800

- 21. prosince –  GNS Achimota (P46) (ex Aracu) – hlídková loď

- 24. prosince –  Čchungnam (FFG-828) – fregata třídy Čchungnam

- 24. prosince –  Yan Min Aung (445) a Yan Zwe Aung (450) – hlídková loď třídy Yan Nyein Aung

- 27. prosince –  K-564 Archangelsk – útočná ponorka Projektu 885M / třídy Jaseň-M

- 28. prosince –  Jakutia – jaderný ledoborec Projektu 22220